# Hilsa kelee
Hilsa kelee és una espècie de peix pertanyent a la família dels clupeids i l'única del gènere Hilsa.

## Descripció
- Pot arribar a fer 35 cm de llargària màxima (normalment, en fa 16,5).
- 16-19 radis tous a l'aleta dorsal i 21-23 a l'anal.[3][4]

## Reproducció
Té lloc (si més no, a l'estuari del riu Godavari) al voltant del mes de febrer.

## Alimentació
Menja principalment fitoplàncton (sobretot, diatomees i dinoflagel·lats) i, també, copèpodes, larves de crustacis i mol·luscs, gambes, amfípodes i poliquets.

## Hàbitat
És un peix d'aigua dolça, salabrosa i marina; pelàgic-nerític; anàdrom i de clima tropical (25°N-18°S, 43°E-155°E).

## Distribució geogràfica
Es troba a Bangladesh, Brunei, Cambodja, la Xina (incloent-hi Hong Kong), Djibuti, l'Índia, Indonèsia, l'Iran, Kenya, Laos, Madagascar, Malàisia, Moçambic, Myanmar, Oman, el Pakistan, Papua Nova Guinea, les illes Filipines, Singapur, Somàlia, Sud-àfrica, Sri Lanka, Taiwan, Tanzània, Tailàndia, el Vietnam i el Iemen, incloent-hi els rius Godavari i Mekong.

## Ús comercial
Es comercialitza fresc, assecat, en salaó, cuit i com a mandonguilles de peix.

## Observacions
És inofensiu per als humans.